# 867
867 foi um ano comum do século IX, que teve início e fim a uma quarta-feira, no Calendário juliano. A sua letra dominical foi E.
| Ano completo                        |
| ----------------------------------- |
| Ano comum com início à quarta-feira |

## Eventos
- 14 de Dezembro - É eleito o Papa Adriano II

## Nascimentos
- Uda, 59º imperador do Japão.

## Mortes
- 21 de março - Ela da Nortúmbria
- 23 de Setembro - Miguel III, o Ébrio, imperador bizantino (n. 840)